# Villers-sur-le-Mont
Villers-sur-le-Mont és un municipi francès situat al departament de les Ardenes i a la regió del Gran Est. L'any 2007 tenia 101 habitants.

## Demografia

### Població
El 2007 la població de fet de Villers-sur-le-Mont era de 101 persones. Hi havia 33 famílies de les quals 5 eren unipersonals (5 homes vivint sols), 14 parelles sense fills, 9 parelles amb fills i 5 famílies monoparentals amb fills.
La població ha evolucionat segons el següent gràfic:
Habitants censats

### Habitatges
El 2007 hi havia 42 habitatges, 40 eren l'habitatge principal de la família, 1 era una segona residència i 1 estava desocupat. 38 eren cases i 3 eren apartaments. Dels 40 habitatges principals, 26 estaven ocupats pels seus propietaris i 14 estaven llogats i ocupats pels llogaters; 1 tenia una cambra, 2 en tenien tres, 6 en tenien quatre i 30 en tenien cinc o més. 27 habitatges disposaven pel capbaix d'una plaça de pàrquing. A 20 habitatges hi havia un automòbil i a 19 n'hi havia dos o més.

### Piràmide de població
La piràmide de població per edats i sexe el 2009 era:
| Homes | Edats   | Dones |
| ----- | ------- | ----- |
| 0     | 95 o +  | 0     |
| 0     | 90 a 94 | 0     |
| 0     | 85 a 89 | 0     |
| 0     | 80 a 84 | 0     |
| 4     | 75 a 79 | 0     |
| 0     | 70 a 74 | 4     |
| 0     | 65 a 69 | 0     |
| 4     | 60 a 64 | 0     |
| 4     | 55 a 59 | 4     |
| 0     | 50 a 54 | 4     |
| 4     | 45 a 49 | 0     |
| 0     | 40 a 44 | 4     |
| 5     | 35 a 39 | 4     |
| 0     | 30 a 34 | 1     |
| 4     | 25 a 29 | 8     |
| 0     | 20 a 24 | 0     |
| 4     | 15 a 19 | 0     |
| 12    | 10 a 14 | 0     |
| 1     | 5 a 9   | 8     |
| 4     | 0 a 4   | 0     |

## Economia
El 2007 la població en edat de treballar era de 65 persones, 46 eren actives i 19 eren inactives. De les 46 persones actives 44 estaven ocupades (22 homes i 22 dones) i 2 estaven aturades (1 home i 1 dona). De les 19 persones inactives 7 estaven jubilades, 9 estaven estudiant i 3 estaven classificades com a «altres inactius».
Activitats econòmiques
L'any 2000 a Villers-sur-le-Mont hi havia 3 explotacions agrícoles que ocupaven un total de 450 hectàrees.

## Poblacions més properes
El següent diagrama mostra les poblacions més properes.